# 二方国造
二方国造（ふたかたのくにのみやつこ・ふたかたこくぞう）は、二方国を支配した国造。

## 概要

### 祖先
- 『先代旧事本紀』「国造本紀」に、成務朝に出雲国造同祖・遷狛一奴命の孫の美尼布命が二方国造に任じられたという。

### 氏族
二方氏（ふたかたうじ、姓は直）か。平城宮跡出土木簡に二方や二方部を氏とする人物が見えており、後者は前者が管掌した部民と見られる。
『播磨国風土記』の仁徳朝における国造召喚記事で、意岐、出雲、伯耆、因幡、但馬の五国造が見える中、二方国造が見えない理由について、国造勢力が衰えていた可能性がある。
系図や「国造本紀」の記事から一般に出雲臣と同族とされる。

## 本拠
国造の本拠は但馬国二方郡二方郷。

### 支配領域
国造の支配領域は当時二方国と呼ばれた地域、後の但馬国二方郡を中心とする領域、現在の美方郡新温泉町の大部分と同郡香美町の一部に相当する。一族は気多郡三方郷で神門神社を奉斎した。
円墳は存在するものの、顕著な古墳は見られない。

## 氏神
二方郡式内社の二方神社で大己貴神を祀る。

### 関連神社
- 大歳神社（おおとしじんじゃ）
新温泉町居組に鎮座する式内社。同族の島津国造と同様に大歳神を祀る。
- 面沼神社（めぬまじんじゃ）
新温泉町竹田に鎮座する式内社。国造の祖である美尼布命を祀る。
- 神門神社（かむとじんじゃ）
豊岡市日高町に鎮座する式内社。国造の出身氏族である神門氏の祖を祀る。